# Francesco Picardi
Francesco Picardi (Napoli, 28 novembre 1928 – Napoli, 12 febbraio 2012) è stato un politico italiano, Sindaco di Napoli, Vice Presidente della Commissione Europea per gli Enti Locali, membro del Comitato Direttivo dell'Associazione Nazionale Comuni Italiani (ANCI).
Esponente di spicco e figura storica del Partito Socialista Democratico Italiano, fu protagonista nell'evitare il commissariamento del Comune di Napoli in una delle fasi storiche più critiche per la città partenopea.

## Biografia
Di madre e padre calabresi, Francesco Picardi proveniva da una famiglia della borghesia operosa del profondo sud. Si laurea nel 1953 in Medicina e Chirurgia all'Università Federico II di Napoli.

### Gli esordi in politica
Nell'immediato dopoguerra, conosciuto e chiamato da tutti come Franco Picardi, spinto dai grandi valori della pace, della democrazia, della solidarietà, della libertà e della giustizia sociale, entra giovanissimo in politica nel Partito d'Azione e in età più matura ispirato da Giuseppe Saragat, aderisce al PSDI, nel filone riformista ed umanitario della socialdemocrazia europea. La sua militanza nel PSDI, risale alla fondazione del partito, alla clamorosa scissione di Palazzo Barberini, del 12 gennaio 1947. Attento alle fasce più deboli e alle marginalità sociali, è stato al governo della città di Napoli dal 1970 al 1995, più volte assessore e consigliere comunale ininterrottamente dal 1970 al '93. Termina la sua attività politica nel 2004 nello SDI rimanendo sempre fedele e coerente ai suoi ideali socialdemocratici.

### Sindaco di Napoli
È tra i sindaci più amati della città di Napoli, in carica dal 30 gennaio al 29 aprile 1984, ricordato come "il Sindaco dei cento giorni" per il suo mandato a termine ma soprattutto per l'operatività che mostra a dispetto dei numeri di cui dispone. Affronta le tensioni sociali del dopo terremoto, spinge il programma della ricostruzione specie per quanto riguarda gli alloggi ai senza tetto. Vede nella realizzazione del Centro Direzionale e nel completamento della tangenziale lo strumento per rendere meno pesante il dramma della disoccupazione e per contrastare l'invasività della camorra e riesce, nella fase di peggior dissesto finanziario delle casse comunali, a far approvare un bilancio definito "impossibile" per le emergenze dell'epoca salvando il Comune di Napoli dal commissariamento e offrendo nuovo slancio alla città.
La politica come servizio. Il suo ideale era che tutti anche da posizioni divergenti avevano lo stesso obiettivo: il bene comune.
Alla cerimonia per il suo ultimo saluto è stato accolto da un lungo applauso di amici e autorità presenti.
Il Presidente della Repubblica, Giorgio Napolitano, ha espresso alla famiglia il suo cordoglio e i sentimenti di viva e sincera partecipazione.